# غول بانيك
غول بانيك (بالإنجليزية: Ghoul Panic)‏، هي لعبة فيديو يابانية، من تطوير ستوديو أيتينغ/ريزينغ، ومن نشر شركة نامكو، صدرت اللعبة على منصة اآركيد سنة 1999، ثم صدرت على منصة بلاي ستيشن سنة 2000، وهي لعبة فيديو تحتوي على التصويب لقتل أعداداً كبيرة من الأشباح ذات أشكال الرسوم المتحركة.

## روابط خارجية
- غول بانيك على موقع IMDb (الإنجليزية)

## الموقع الخارجي
- الموقع الرسمي باليابانية